# پهپاد (فیلم ۲۰۱۷)
پهپاد (به انگلیسی: Drone) یک فیلم سینمایی هیجانی و درام کانادایی محصول سال ۲۰۱۷، به کارگردانی جیسون بورکیو و با بازی شان بین در نقش نیل ویستین است که در ۱۷ آوریل ۲۰۱۷ منتشر شد.

## داستان
«نیل» شان بین یک مأمور رده بالای کنترل هواپیماهای بدون سرنشین پهپاد است که حتی خانواده اش از این شغل مخفی او خبر ندارند. اما او به خوبی نقش شوهر و پدر را ایفا می‌کند تا اینکه یک سایت افشاگر، هویت شغلی او را لو می‌دهد و «نیل» را بعنوان یک تهدید قلمداد می‌کند.